# Pavanelliella pavanellii
Pavanelliella pavanellii é uma espécie de monogenóideos parasitos das cavidades nasais de Pimelodus maculatus dos rios  São Francisco e  Paraná que foram encontrados e identificados por Kritsky e Boeger, em 1998.  Pavanelliella pavanellii é o primeiro registro de monogenóideos das cavidades nasais de P. maculatus e é pela primeira vez encontrada no rio São Francisco, Brasil. O nome deste monogenóideo foi uma homenagem de Kritsky e Boeger ao biólogo Gilberto Cezar Pavanelli, pesquisador em parasitas de peixes de água doce do Brasil.

## Estudo
Prevalência, intensidade média e abundância média de P. pavanellii em P. maculatus são apresentadas para os dois sistemas hídricos dos rios São Francisco e Paraná. Resultados da análise ecológica relacionados à períodos de seca e cheia do rio Paraná evidenciaram elevação da abundância média de P. pavanelli no período de cheia, no qual a temperatura é mais alta.